# سينما بلجيكية
يشير مصطلح السينما البلجيكية إلى صناعة الأفلام القائمة في بلجيكا. بلجيكا أساسًا هي دولة ثنائية اللغات مقسومة إلى الشمال الفلمنكي (الناطق بالهولندية) والجنوب الناطق بالفرنسية. إضافة إلى ذلك هناك قسم صغير من البلاد يتحدث الألمانية قرب الحدود مع ألمانيا. إضافة إلى ذلك، بلجيكا دولة اتحادية مكونة من ثلاثة أقاليم (الإقليم الفلامندي وإقليم فالونيا وإقليم بروكسل العاصمة) وثلاثة مجتمعات لغوية (المجتمع الفلمنكي المتحدث بالهولندية والمجتمع الفرنسي المتحدث بالفرنسية والمجتمع المتحدث بالألمانية). نظرًا لهذه الانقسامات اللغوية والسياسية من الصعب التحدث عن سينما وطنية موحدة لبلجيكا. من الأكثر منطقية التحدث عن السينما البلجيكية الفلمنكية (أو الناطقة بالهولندية) وعن السينما البلجيكية الفالونية (أو الناطقة بالفرنسية).

## التاريخ

### البدايات
في حين يعد جهاز السينماتوغراف الذي اخترعه الأخوان الفرنسيان لوميير ولادة السينما، هناك عدد من التطورات التي حدثت في مجال التصوير وسبقت الوصول إلى التصوير السينمائي. من بين الرواد في مجال أجهزة التقاط الصور المتحركة نذكر الأستاذ البلجيكي في مجال الفيزياء التجريبية جوزيف بلاتو. اخترع بلاتو -الذي عمل في جامعة خنت- جهازًا ستروبوسكوبيًا بدائيًا عام 1836 معروفًا باسم «فيناكيستسكوب». تألف الجهاز من قرصين، الأول بنوافذ شعاعية متساوية البعد، يمكن للشخص أن ينظر منخلالها، والقرص الآخر يحتوي مجموعة من الصور. عندما يُدور القرصان بالسرعة المناسبة، يؤدي تزامن النوافذ مع الصور إلى خلق تأثير حركي. أدى عرض الصور الفوتوغرافية الستروبوسكوبية -الذي شكل وهمًا بالحركة- في النهاية إلى تطوير السينما.
حدث العرض السينمائي الأول في بلجيكا بتاريخ الأول من مارس عام 1896 في المعرض الملكي في بروكسل. في الأعوام التالية حدث ارتفاع كبير في النشاط، سيطر عليه في البداية الصناعي الفرنسي شارل باتيه. أسس أحد مساعديه -واسمه ألفرد ماشان أول استديو إنتاج عام 1910؛ بقي عدد من أفلامه محفوظًا حتى اليوم في أرشيف الأفلام الملكي في بروكسل. كان منتج الأفلام البلجيكي الأول هو هيبوليت دو كيمبينير، الذي أنتج عددًا من الأفلام المثيرة للاهتمام حتى احترق الاستديو الخاص به عام 1923.

### 1930 – 1980
شهدت ثلاثينيات القرن العشرين أولى المحاولات السينمائية الحقيقية. ظهرت عدة أسماء هامة مثل شارل ديكوكيلير وهنري ستورك الذين جربا عددًا من تقنيات التصوير السينمائي الجديدة وأسسًا المدرسة الوثائقية البلجيكية، والتي لطالما اعتُبرت إحدى العلامات الفارقة في السينما البلجيكية. مع وصول الصوت إلى التصوير السينمائي، عمل مخرجون مثل يان فان دير هايدن على استكشاف إمكانيات هذا النوع من الوسائط بشكل كلي، مقتبسين بعض الأعمال الأدبية المشهورة مثل كتاب القانون لإرنست كلايس. أثبت فيلم القانون كونه عملًا أساسيًا في تاريخ السينما البلجيكية. أحرز هذا الفيلم نجاحًا باهرًا على المستوى الشعبي، كما أدى إلى إطلاق إصدارات جديدة سينمائية وتلفزيونية حققًا نجاحًا واسعًا بحد ذاتها.
في حين واجهت محاولات إنتاج فيلم جدي بالطول الكامل صعوبات متكررة، حصلت أفلام الصور المتحركة البلجيكية ببطء على شهرة خارج البلاد، بقيادة رسامين سينمائيين مثل راوول سرفيس، الذي ربح عددًا من الجوائز خلال ستينيات القرن العشرين ضمن مسيرة فنية تكللت بجائزة السعفة الذهبية لأفضل فيلم قصير عام 1979 بعنوان هاربيا.
منذ عام 1964 فصاعدًا أمكن دعم صناعة الأفلام من قبل الحكومة، ما فتح المجال لجيل جديد من صناع الأفلام مثل أندريه ديلفوكس (الذي أنتج فيلم الرجل الذي قص شعره قصيرًا مقتبسًا رواية يوهان دايزن) ورولاند فيرهارفرت (الذي أنتج فيلم بالييتر مقتبسًا رواية فيليكس تيمرمانز) وهاري كومل.

### 1980 – 2000

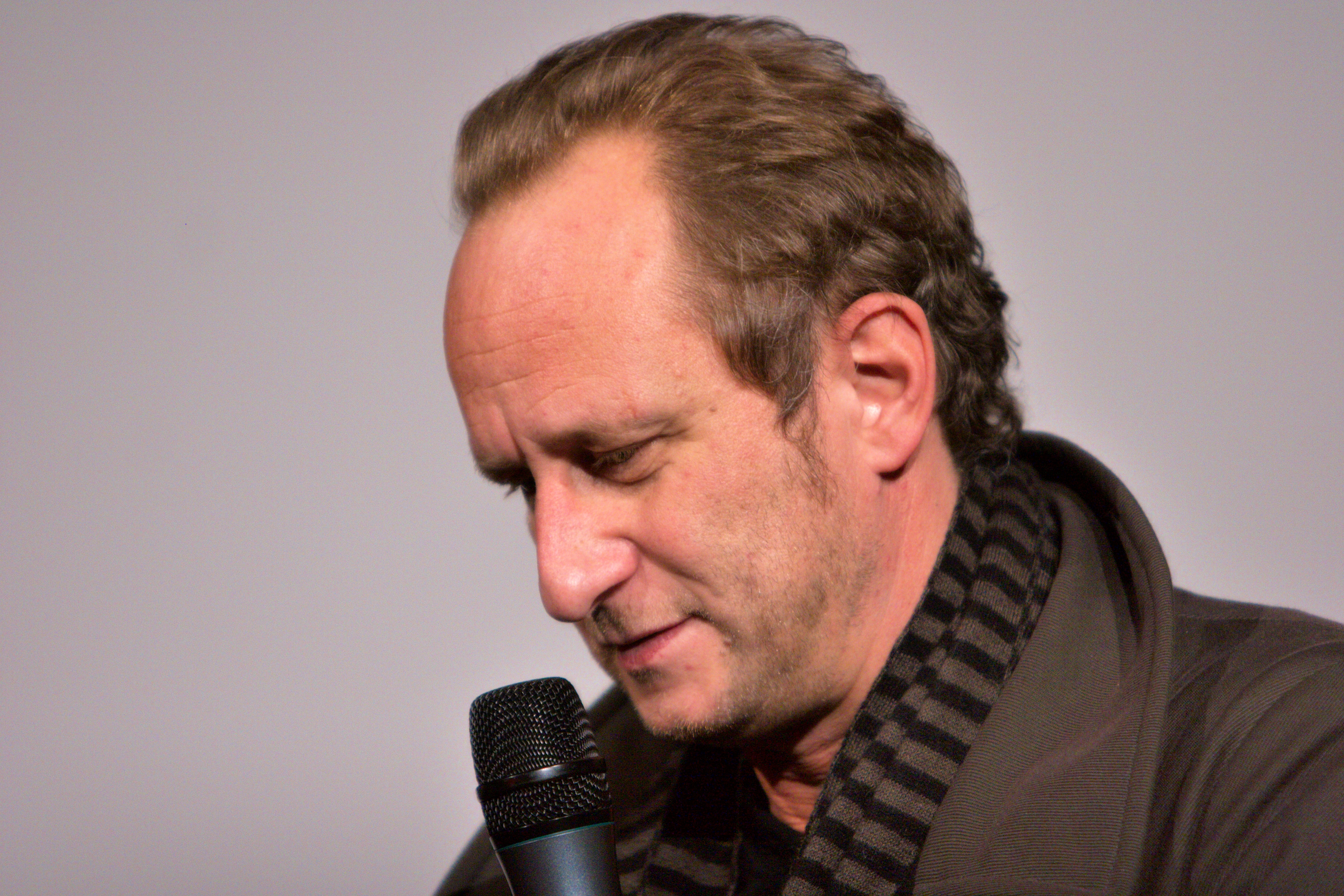
الممثل البلجيكي بينويت بولفوردي بطل فيلم كوميديا سوداء وثائقي الإجرام الهزلي رجل يعض كلب

شهدت ثمانينيات القرن العشرين انحرافًا عن تقاليد الستينيات والسبعينيات التي لطالما وُصفت بكونها استعراضية أو مشغولة بأفلام الدراما الريفية، ما أدى إلى بروز نمط من الأفلام أكثر جرأة وجدية، بقيادة أشخاص مثل مارك ديدن (بروكسل في الليل) وروب دي هيرت (تلة التوت الأزرق وجادة بريلكريم). لكن عام 1985 شهد إصدار فيلم أسد فلاندرز المقتبس عن رواية بالاسم ذاته للكاتب هندريك كونسينس من إخراج هوغو كلاوس، كان هذا الفيلم محاولة طموحة على الرغم من أنها انتهت بفشل ضخم. استمر إنتاج أفلام الرسوم المتحركة بالحصول على جائزة أوسكار أفضل فيلم رسوم متحركة قصير عام 1987 عن فيلم مأساة إغريقية لنيكول فان غوتم.
بدأت السينما البلجيكية بالانطلاق أخيرًا في تسعينيات القرن العشرين، إذ حصلت على شهرة دولية بإنتاج أفلام مثل رجل يعض كلب (الذي كتبه بينويت بولفوردي) وداينز (من إخراج ستاين كونينكس) وروزيتا (من إخراج الأخوين داردين) وتوتو البطل (من إخراج ياكو فان دورميل). حصل فيلم توتو البطل على مديح واسع من قبل النقاد، إذ ربح جائزة سيزار لأفضل فيلم أجنبي وجائزة الكاميرا الذهبية في مهرجان كان السينمائي. في عام 2000، رُشح فيلم الجميع مشهور من إخراج دومينيك ديرودير لجائزة الأوسكار لأفضل فيلم بلغة أجنبية. مثل فيلم روزيتا، حصل فيلم الطفل للأخوين داردين على جائزة السعفة الذهبية في مهرجان كان السينمائي. يشمل من بين بقية المخرجين المشهورين الفالونيين كلًا من فابريس دو ويلز ولوكاس بيلفو وبولي لانير وفينسنت لانو.

## وصلات خارجية
- باللغة الهولندية Flanders Image
- باللغة الفرنسية cinergie.be
- Égérie